# Zakałcze Wielkie
Zakałcze Wielkie [zaˈkau̯t͡ʂɛ ˈvjɛlkʲɛ] (tiếng Đức: Groß Sackautschen, 1938-1945: Großsackau) là một ngôi làng ở quận hành chính của Gmina Banie Mazurskie, trong huyện Gołdapski, Warmińsko-Mazurskie, ở miền bắc Ba Lan, gần biên giới với Kaliningrad của Nga.
Trước năm 1945, khu vực này là một phần của Đức (Đông Phổ).